# مرکز اینترنت و جامعه برکمن
مرکز اینترنت و جامعهٔ برکمان (به انگلیسی: Berkman Center for Internet & Society) مرکزی تحقیقاتی در دانشگاه هاروارد است که تمرکز بر مطالعهٔ فضای مجازی دارد. از آنجا که در مدرسه حقوق هاروارد آغاز به کار کرده بود، ابتدا تنها به مسائل حقوقی اینترنت می‌پرداخت. اما در ۱۵ مه ۲۰۰۸ میلادی، این مرکز به فعالیتی میان‌مدرسه‌ای در این دانشگاه ارتقا یافت.